# Лебедев, Александр Васильевич (священник)
Алекса́ндр Васи́льевич Ле́бедев (8 ноября 1888, село Большая Глушица, Николаевский уезд, Самарская губерния — 19 августа 1937) — протоиерей Русской православной церкви, ключарь Богоявленского Собора в Дорогомилове, управляющий делами Московской патриархии.

## Биография
Родился 8 ноября 1888 года в селе Большая Глушица Николаевского уезда Самарской губернии в семье священника.
Начальное образование получил в Николаевском духовном училище(1902?). В 1909 году окончил Самарскую духовную семинарию. В 1913 году окончил Казанскую духовную академию со степенью кандидата богословия и правом быть преподавателями и занимать административные должности по духовно-учебному ведомству и при соискании степени магистра богословия не держать новых устных и письменных испытаний. Оставлен профессорским стипендиатом при кафедре Латинского языка.
В 1914—1915 годы состоял членом Педагогического Общества при Казанской Духовной Академии, состоял редактором «Известий по Казанской епархии», напечатал несколько статей и рецензий.
В 1916 году был рукоположен во священника.
С 22 апреля 1916 года до закрытия Казанской духовной академии в 1921 году состоял в ней доцентом и профессором по кафедре патрологии.
В 1916 году избирался депутатом Епархиального съезда и депутатом Казанского Экстренного Епархиального съезда в мае 1917 года. Представлял Казанскую епархию на Всероссийском Московском Съезде духовенства и мирян.
Известно, что в 1922 году находился в заключении в тюрьме.
После этого до 1932 года служил в Петропавловском соборе в Казани.
В августе 1932 года священник Александр Лебедев был назначен ключарём Богоявленского Собора в Дорогомилове.
4 октября 1933 года назначен Управляющим делами временного Патриаршего Священного Синода.
Протоиерей Александр Лебедев был яркой личностью, талантливым богословом, имел репутацию одного из лучших московских проповедников и запомнился современникам благолепным служением и душеполезными проповедями. Его статьи публиковались в каждом номере «Журнала Московской Патриархии» за 1933—1935 годы. В одной из проповедей он писал: «… Будем же созидателями жизни, но не беспомощными свидетелями совершающихся событий…».
18 мая 1935 года, когда Временный Патриарший Священный Синод был официально распущен, заместитель Патриаршего Местоблюстителя митрополит Сергий, сохранивший личную «легализацию» и право иметь канцелярию, переименовал управляющего делами временного Патриаршего Священного Синода в «управляющего делами Московской патриархии».
Вместе с тем, роспуск Синода не означал автоматического прекращения действия этого органа или, во всяком случае, коллективного обсуждения общецерковных вопросов. Синод фактически продолжал действовать, и протоиерей Александр Лебедев как Управляющий делами Московской Патриархии входил в его состав.
Согласно показаниям архиепископа Питирима (Крылова), протоиерей Александр Лебедев был сторонником возведения митрополита Сергия в патриаршее достоинство. Данный вопрос обсуждался с 1935 по 1937 годы.
14 апреля 1937 года был арестован на станции Клязьма Северной железной дороги. Ему инкриминировалось в том числе обвинение в том, что «являясь доверенным лицом митр. Сергия (Страгородского), выполнял роль связника „Московского центра“ с контрреволюционной фашистской организацией церковников Курской обл».
19 августа 1937 года архиепископ Питирим (Крылов), епископ Иоанн (Широков), протоиерей Александр Лебедев и ещё несколько человек, проходивших с ними по одному делу, Военной коллегией Верховного суда были приговорены к расстрелу. Санкция на смертный приговор была дана лично Сталиным. Приговор был приведен в исполнение в тот же день.
Реабилитирован 6 апреля 1957 года, 26 августа 1992 года реабилитирован прокуратурой республики Татарстан по 1921 году репрессий.